# Comes a Time
| 전문가 평가                   | 전문가 평가 |
| 평가 점수                     | 평가 점수   |
| 출처                          | 점수        |
| ----------------------------- | ----------- |
| AllMusic                      | [ 3 ]       |
| Christgau's Record Guide      | A           |
| Rolling Stone                 | [ 5 ]       |
| Spin Alternative Record Guide | 9/10        |
| Tom Hull – on the Web         | A           |

《Comes a Time》은 1978년 10월 21일에 발매된 캐나다의 싱어송라이터 닐 영의 아홉 번째 스튜디오 음반이다. 그 노래는 사랑의 실패와 세속적인 문제로부터의 회복에 대한 도덕적인 담론으로 쓰여졌다. 이들은 주로 조용한 포크 및 컨트리 모드로 공연되며, 니코렛 라슨이 부른 백킹 하모니와 크레이지 호스가 부른 일부 노래에 추가 반주를 특징으로 한다.

## 제작
이 음반은 원래 솔로 음반으로 시작되었지만, 영이 리프리즈의 임원들을 위해 이 음반을 연주했을 때, 그들은 그에게 그가 이미 가지고 있는 것에 리듬 트랙을 추가하는 것을 고려해보겠느냐고 물었다. 영은 동의했고, 최종 작품은 《Comes a Time》이었다. 〈Look Out For My Love〉와 〈Lotta Love〉의 두 곡은 크레이지 호스의 후원을 받았다.
〈Human Highway〉는 음반이 발매되기 몇 년 전에 쓰여졌으며, 원래 1974년에 크로스비, 스틸스, 내시 & 영에게 제시되어 이 그룹의 스튜디오 음반을 제안했으나, 이 음반은 발매되지 않았다. 음반의 대부분은 니코렛 라슨의 하모니 보컬을 특징으로 한다. 그녀는 또한 〈Motorcycle Mama〉에서 영과 리드 보컬을 공유한다.
수년간 영은 믹싱 시설로 배송되는 동안 마스터 테이프가 손상되어 음반의 소리에 불만을 품은 《Comes a Time》의 비닐 20만 장을 개인적으로 구입했다는 소문이 돌았다. 오늘날 가장 널리 이용 가능한 음반의 버전은 오리지널 마스터의 안전 복사본에서 영이 개인적으로 리믹스한 것이다. 2014년 3월, 《롤링 스톤》과의 인터뷰에서 영은 사실 20만 개의 LP판을 헛간 지붕의 판자로 사용했다고 주장했다.

## 곡 목록
모든 곡들은 특별한 언급이 없는 한 닐 영에 의해 작사/작곡하였다.
| #  | 제목                     | 재생 시간 |
| -- | ------------------------ | --------- |
| 1. | 〈Goin' Back〉           | 4:43      |
| 2. | 〈Comes a Time〉         | 3:05      |
| 3. | 〈Look Out for My Love〉 | 4:06      |
| 4. | 〈Lotta Love〉           | 2:38      |
| 5. | 〈Peace of Mind〉        | 4:11      |

| #  | 제목                     | 작사·작곡   | 재생 시간 |
| -- | ------------------------ | ----------- | --------- |
| 1. | 〈Human Highway〉        |             | 3:09      |
| 2. | 〈Already One〉          |             | 4:53      |
| 3. | 〈Field of Opportunity〉 |             | 3:08      |
| 4. | 〈Motorcycle Mama〉      |             | 3:08      |
| 5. | 〈Four Strong Winds〉    | 이언 타이슨 | 4:07      |